# Catch Bull at Four
Catch Bull at Four è il sesto album del cantautore britannico Cat Stevens, pubblicato nel 1972.
Il titolo richiama la quarta illustrazione, La cattura del toro, dalla serie di poesie de I Dieci Tori di Kakuan, che rappresentano le tappe della ricerca spirituale nella cultura Zen.
L'album raggiunge la prima posizione nella Billboard 200 per tre settimane, in Australia per sette settimane ed in Canada per due settimane, la seconda posizione nel Regno Unito ed Olanda, la terza in Norvegia, la quarta in Francia e l'ottava in Italia.

## Tracce
Testi e musiche di Cat Stevens eccetto dove indicato.
Lato A
1. Sitting – 3:14
2. The Boy with a Moon & Star on His Head – 5:57
3. Angelsea – 4:30
4. Silent Sunlight – 3:00
5. Can't Keep it In – 2:59

Lato B
1. 18th Avenue (Kansas City Nightmare) – 4:21
2. Freezing Steel – 3:40
3. O' Caritas – 3:41 (Cat Stevens, Andreas Toumazis, Jeremy Taylor)
4. Sweet Scarlet – 3:49
5. Ruins – 4:24

## Musicisti
- Cat Stevens – voce, chitarra, mandolino, basso, piano, tastiere, sintetizzatori, batteria, percussioni
- Alun Davies – chitarra, cori
- Jeremy Taylor - chitarra
- Alan James – basso, cori
- Jean Roussel – piano, organo
- Gerry Conway – batteria, percussioni, cori
- Del Newman – string arrangiamento archi
- Andreas Toumazis – bouzouki
- C.S. Choir, Linda Lewis, Lauren Cooper - cori